# Sam Johnson
Samuel Robert "Sam" Johnson, född 11 oktober 1930 i San Antonio, Texas, död 27 maj 2020 i Plano, Texas,  var en amerikansk republikansk politiker. Han representerade delstaten Texas tredje distrikt i USA:s representanthus 1991–2019.
Johnson gick i skola i Woodrow Wilson High School i Dallas. Han avlade 1951 BBA-examen vid Southern Methodist University och 1974 masterexamen vid George Washington University. Han tjänstgjorde i USA:s flygvapen som jaktpilot i både Koreakriget och Vietnamkriget. I Koreakriget var hans jaktplan F-86 och i Vietnamkriget F-4. Hans jaktplan blev 1966 nedskjutet och han tillbringade sju år i nordvietnamesiskt fångenskap. Han har skrivit om sina erfarenheter som krigsfånge i boken Captive Warriors.
Kongressledamoten Steve Bartlett avgick 1991 för att tillträda som borgmästare i Dallas. Johnson vann fyllnadsvalet för att efterträda Bartlett i representanthuset.